# Inbar Lanir
Inbar Lanir (n. 3 aprilie 2000, Yehud⁠(d), Districtul Central, Israel) este o sportivă ce a reprezentat Israel, medaliată olimpică. A participat la o ediție a Jocurilor Olimpice (2020) în care a câștigat o medalie de bronz.